# Rodnei
Rodnei Francisco de Lima, meglio noto solo come Rodnei (San Paolo, 11 settembre 1985), è un ex calciatore brasiliano, di ruolo difensore.

## Palmarès
- Campionato tedesco di seconda divisione: 1

Kaiserslautern: 2009-2010
- Campionato austriaco: 1

Salisburgo: 2013-2014
- Coppa d'Austria: 1

Salisburgo: 2013-2014